# 김용식 (수영 선수)
김용식(1988년 12월 21일 - )은 대한민국의 수영 선수이다. 2010년 광저우 아시안 게임 남자 계영 400m에 참가해 동메달을 땄다.